# Ян Кодеш
Ян Кодеш (на английски: Jan Kodeš) е чешки тенисист.

## Биография
Ян Кодеш е роден на 1 март 1946 г. в Прага, Чехия.
Той е завършил икономика в Карловия университет.

## Кариера
Ян Кодеш е един от водещите тенисисти в началото на 1970-те години. Има три титли на сингъл от Големия шлем. Никога не е играл на Откритото първенство на Австралия, но два пъти е финалист на Откритото първенство на САЩ през 1971 г. и 1973 г. Кодеш достига най-високо класиране в ранглистата на ATP, като световен номер 5, през септември 1973 г. През Оупън ерата той печели девет титли от най-високо ниво на сингъл и 17 на двойки.
Големите му успехи са постигнати на клей кортовете на Откритото първенство на Франция, където той печели титлата на сингъл през 1970 г. и 1971 г. Печели също  Уимбълдън на тревни кортове през 1973 г., въпреки че турнирът е бойкотиран от топ играчи през същата година, поради забраната за участие на Никола Пилич от Международната федерация по тенис на трева (ILTF).
Ян Кодеш е въведен в Международната зала на славата на тениса през 1990 г. 
През 2013 г. той получава чешката награда за феърплей от Чешкия олимпийски комитет.

## Кариерна статистика

#### Титли отГолям шлем(3)
| година | турнир      | съперник         | резултат           |
| ------ | ----------- | ---------------- | ------------------ |
| 1970   | Ролан Гарос | Желко Франулович | 6–2, 6–4, 6–0      |
| 1971   | Ролан Гарос | Илие Настасе     | 8–6, 6–2, 2–6, 7–5 |
| 1973   | Уимбълдън   | Алекс Метревели  | 6–1, 9–8(7–5), 6–3 |

#### Финали на турнири от Голям шлем (2)
| година | турнир | съперник    | резултат                |
| ------ | ------ | ----------- | ----------------------- |
| 1971   | ОП САЩ | Стан Смит   | 6–3, 3–6, 2–6, 6–7(3–5) |
| 1973   | ОП САЩ | Джон Нюкъмб | 4–6, 6–1, 6–4, 2–6, 3–6 |